# Tourelle pour une arme mixte et un mortier

Schéma d'un bloc montrant le système de mise en batterie de la tourelle. On distingue bien l'un des 3 balanciers, relié par une chaîne au fût de la tourelle.

La tourelle pour une arme mixte et un mortier modèle 1935 est l'un des types de tourelle qui équipent les blocs d'infanterie des ouvrages de la ligne Maginot. Il s'agit d'un modèle de tourelle à éclipse, installé en saillie sur la dalle de béton de son bloc et armé avec une arme mixte et un mortier de 50 mm.
Son rôle était d'assurer la défense rapprochée de son ouvrage (notamment frontalement) et d'intervenir en renfort des casemates d'infanterie voisines.

## Caractéristiques
La tourelle pour une arme mixte et un mortier fait 2,55 mètres de diamètre extérieur pour un total de 151 tonnes. Sa partie mobile est mise en batterie à l'aide de trois contrepoids verticaux, disposés en triangle et suspendus à des chaînes. L'encombrement de la tourelle est ainsi plus faible que celui des autres modèles (il n'y a pas de balancier), le tout étant en équilibre, actionné par un moteur électrique ou manuellement. Une fois en batterie, elle émerge de 1,13 mètre au-dessus de son avant-cuirasse.
Son blindage est de 350 mm d'épaisseur d'acier pour la toiture et de 300 mm pour la muraille (partie entre la toiture et l'avant-cuirasse). Le cuirassement de la partie mobile (toiture et muraille) est coulé d'une seule pièce. Une fois la tourelle éclipsée, la toiture repose sur les voussoirs d'acier de l'avant-cuirasse scellées dans la dalle de béton du bloc.

### Armes
La tourelle est armée d'une part avec une arme mixte, composée d'un jumelage de mitrailleuses et d'un canon antichar, d'autre part avec un mortier de 50 mm.
Les deux mitrailleuses sont des MAC 31 de calibre 7,5 mm, capables de tirer à une portée pratique de 1 200 mètres,. La dotation en munitions est théoriquement de 200 000 cartouches de 7,5 mm par jumelage, réparties entre les magasins de l'ouvrage et du bloc.
Le canon est un canon antichar de 25 mm modèle 1934 raccourci.
Le mortier est celui de 50 mm modèle 1935 (angle de tir à 45°).

### Équipements
La muraille est percée de quatre orifices, un pour la lunette de tir, deux pour le jumelage de mitrailleuses et un dernier pour le canon antichar. S'y rajoute une cinquième embrasure pour le mortier, sur la toiture, ce qui lui permet de tirer même quand la tourelle est éclipsée.
Le refroidissement des tubes peut se faire par aspersion d'eau (20 litres d'eau sont prévus par jour, stockés dans des citernes situées à l'étage supérieur du bloc).
La communication entre le PC de l'ouvrage et celui du bloc se fait par téléphone, celle entre le PC du bloc et le poste de pointage se fait par transmetteur d'ordres (système visuel copié sur celui de la marine), tandis que celle entre l'étage intermédiaire et la chambre de tir se fait par tuyau acoustique ou par transmetteur,.

## Liste des tourelles
Sept tourelles pour une arme mixte et un mortier sont commandées (marché du 5 mars 1935) à la compagnie de Chatillon-Commentry et Neuves-Maisons (usine de Saint-Jacques à Montluçon), toutes ont été installées sur le front Nord-Est.
| Ouvrages   | Numéros du bloc | Numéros de tourelle | Remarques          |
| ---------- | --------------- | ------------------- | ------------------ |
| Tallandier | -               | 601                 | Démantelée en 1941 |

| Ouvrages      | Numéros du bloc | Numéros de tourelle | Remarques          |
| ------------- | --------------- | ------------------- | ------------------ |
| Boussois      | 3               | 605                 | Démantelée en 1941 |
| Héronfontaine | -               | 604                 | Démantelée en 1941 |
| Rocq          | -               | 606                 | Démantelée en 1941 |
| Marpent Nord  | -               | 602                 | Démantelée en 1941 |
| Marpent Sud   | -               | 603                 | Démantelée en 1941 |

| Ouvrages | Numéros du bloc | Numéros de tourelle | Remarques                |
| -------- | --------------- | ------------------- | ------------------------ |
| Anzeling | 9               | 607                 | Tourelle encore en place |